# Benthonellania acuticostata
Benthonellania acuticostata är en snäckart som först beskrevs av Dall 1889.  Benthonellania acuticostata ingår i släktet Benthonellania och familjen Rissoidae. Inga underarter finns listade i Catalogue of Life.